# Ostálka sličná

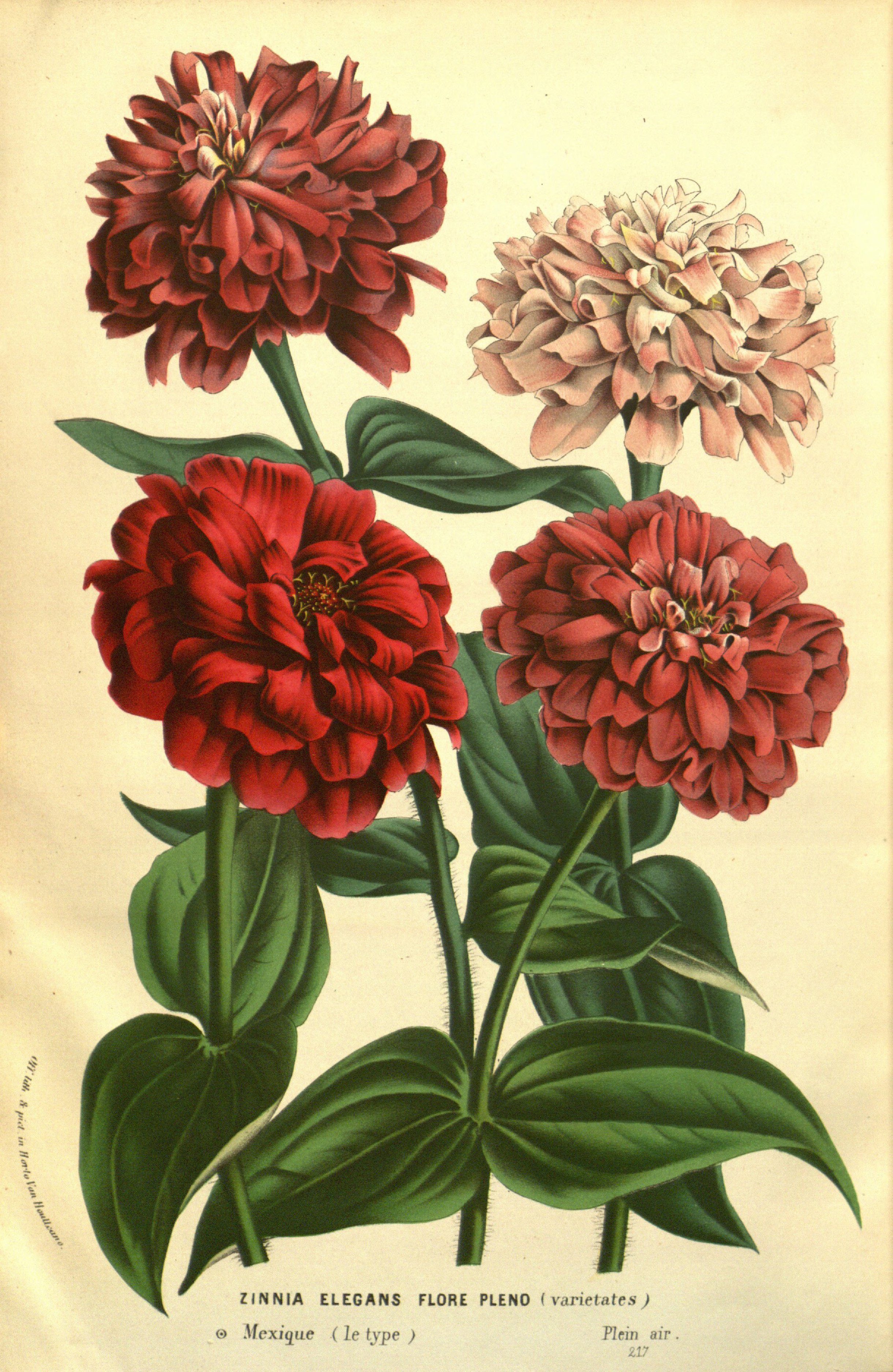
Nákres plnokvěté ostálky sličné

Ostálka sličná (Zinnia elegans) je rostlina ozdobná květem, nejčastěji pěstovaný druh z rodu ostálka. Pro své velké a zářivé květy je oblíbenou zahradní rostlinou. Pochází z Mexika a patří mezi několik druhů, které byly postupně rozšířeny v oblastech s teplým klimatem po větší části Severní i Střední Ameriky a od konce 18. století je šířena í v Evropě.

## Ekologie
Ve Střední Evropě se tato okrasná rostlina vysazuje v zahradách, odkud občas zplaňuje a druhotně se jako neofyt krátkodobě objevuje ve volné přírodě na chráněných místech s výživnou a propustnou půdou. Je rostlinou poměrně náročnou na teplo, potřebuje půdu kyprou a dobře zásobenou živinami. Vadí ji však dlouhé sucho, během kterého potřebuje zálivku, jinak vadne. Špatně roste i v chladném a vlhkém počasí.
Je rostlinou citlivou na mráz a na venkovní stanoviště se vysazuje až koncem jara. Vyžaduje teplý a slunný pozemek s výživnou, humózní půdu. Na záhonech kvete od června do září, na větrném místě vyšší rostlina potřebuje oporu.

## Popis
Jednoletá bylina s drsně chlupatou lodyhou dorůstající do výše 15 až 80 cm. Řídce rozvětvená lodyha je porostlá vstřícnými, přisedlými listy. Jejich oboustranně drsné čepele bývají až 10 cm dlouhé a jsou celokrajné, srdčitě vejčité až eliptické.
Na koncích lodyh a větví vyrůstají na dlouhých stopkách vrcholové, 5 až 12 cm velké květní úbory (které se nepřesně nazývají květy). Mají zvonkovitý, až 2,5 cm velký třířadý zákrov se širokých, tupých, střechovitě uspořádaných, černě vroubených listenů, z nichž vnější jsou mnohem kratší vnitřních. Ve středu terče z vyvýšeného lůžka vyrůstají drobné květy oboupohlavné, trubkovité, žluté a na obvodě lůžka pak rostou květy samičí, jazykovité, s obvejčitou, nachovou ligulou. Po opylení vznikají ze středních květů nažky bez chmýru.

## Rozmnožování
Tyto letničky se pěstují ze semen, která se vysévají počátkem března do skleníků, kde zhruba do týdne vyklíčí. Na záhony se mladé rostlinky přesazují až na přelomu května a června i později. Rostliny vyrostlé z amatérsky získaných semen obvykle nemají vlastnosti původních, vyšlechtěných rodičovských rostlin.

## Použití
Původní rostliny měly okvětní lístky vyrůstající šikmo vzhůru, byly zbarveny purpurovočerveně a vypadaly jako velké sedmikrásky. Postupně byly získány mnohé kultivary, u kterých tyto lístky rostou vodorovně, jsou ve více řadách, bývají zbarveny bíle, žlutě, růžově, oranžově, červeně i fialově a mohou být jednobarevné, dvoubarevné v pásech nebo nepravidelně pestře zbarvené. Taktéž byly vyšlechtěny rostliny plnokvěté, tj. bez středních květů, kdy téměř všechny květy jsou jazykovité. Také tvary úborů jsou různé, ploché kolové, vyklenuté nebo kulovité. Byly vypěstovány i tetraploidní rostliny s většími květními úbory, silnějšími stonky, rychlejším růstem a větší odolnosti proti houbovým chorobám.
Jako okrasné rostliny se často vysazují v zahradách a parcích, kde kvetou dlouho do podzimu. Odkvetlé úbory je vhodné odstraňovat a tím rostliny podporovat v dalším kvetení. Nejlépe se však ostálky sličné hodí k řezu, neboť vydrží dlouho ve váze.
Ostálka sličná je prvou květinou, která vykvetla na Mezinárodní vesmírné stanici (ISS). Vypěstoval ji v roce 2015 kosmonaut Scott Kelly.

## Galerie

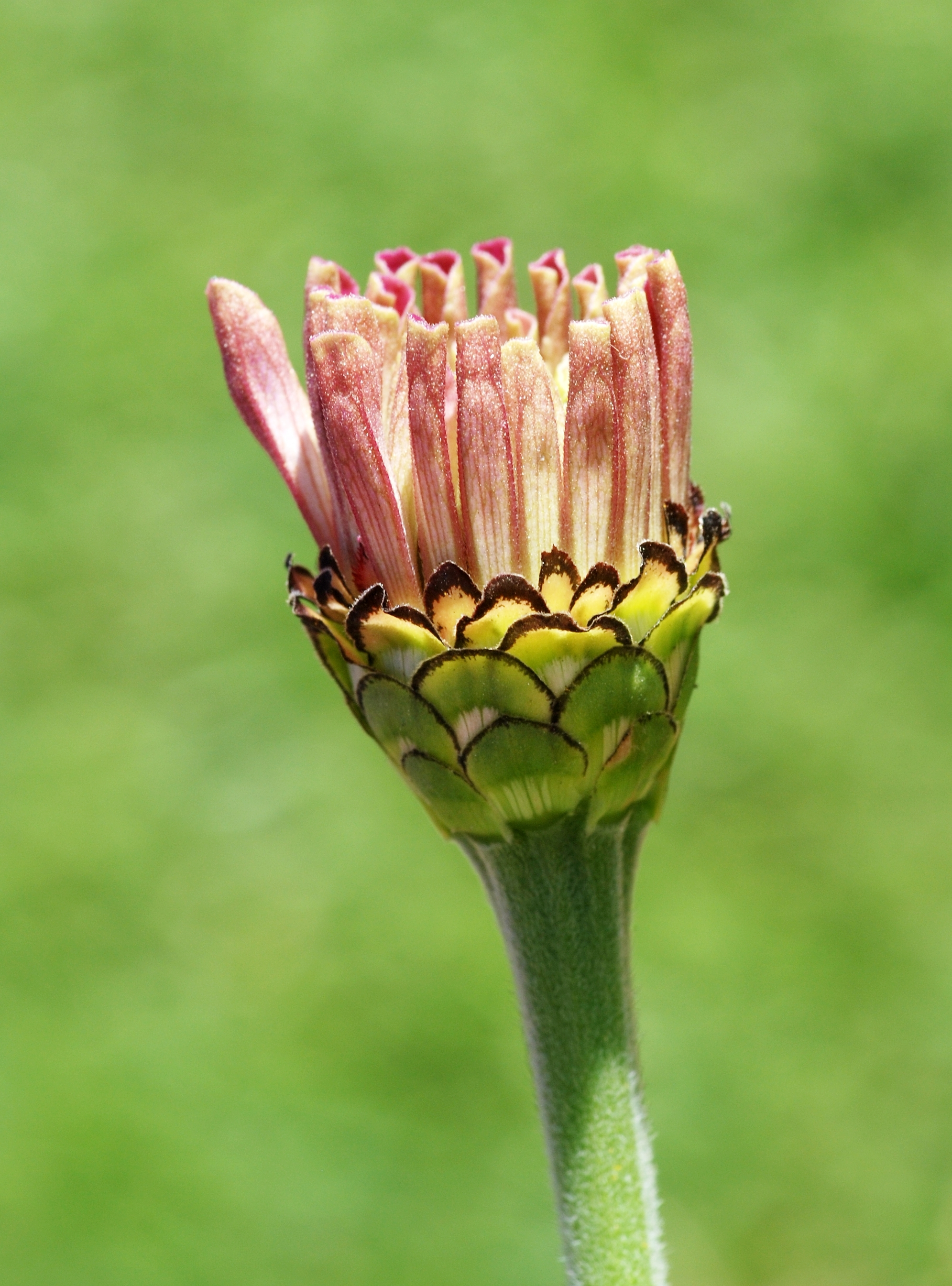
Nakvétající úbor
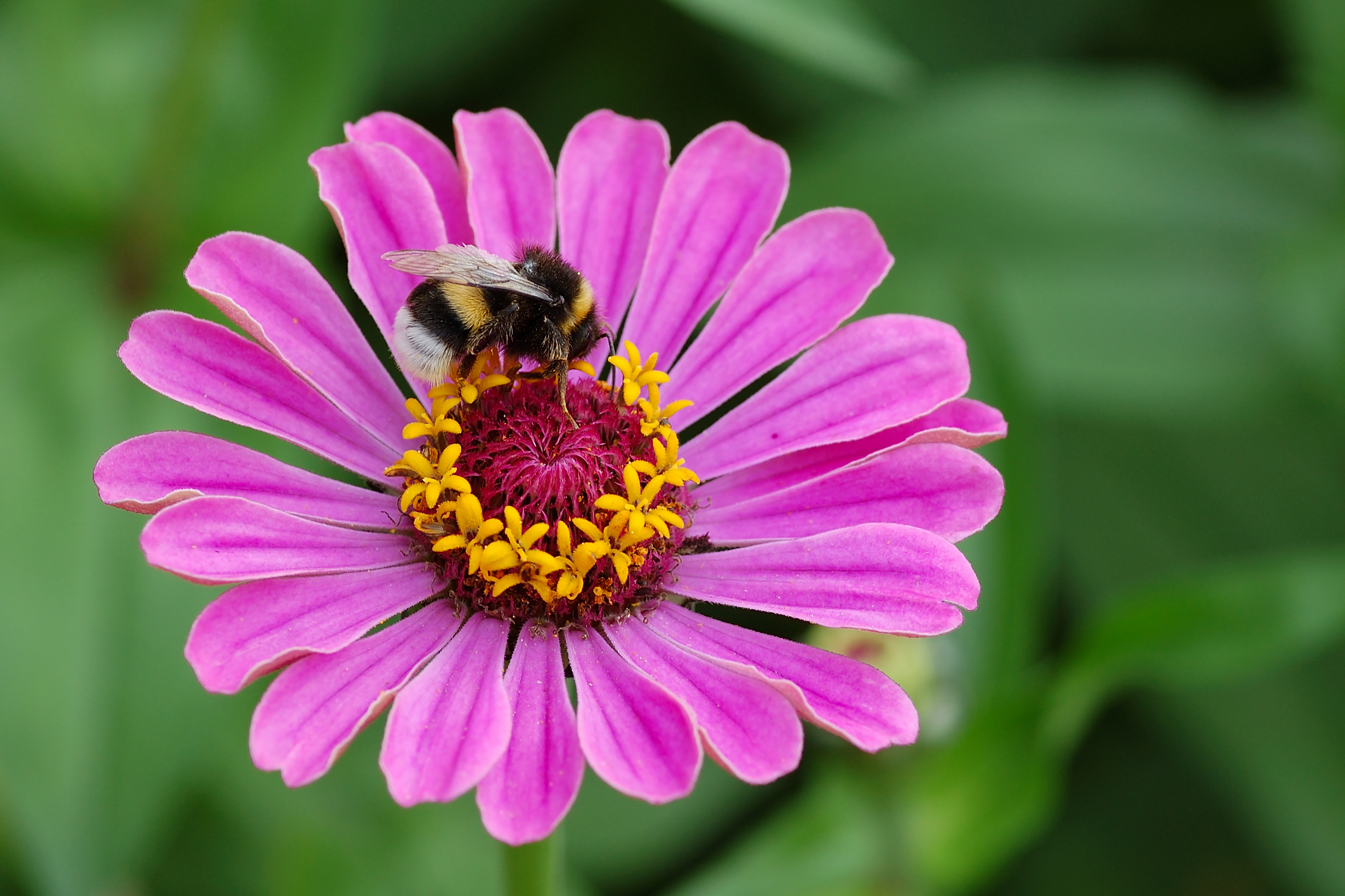
Typický „květ“
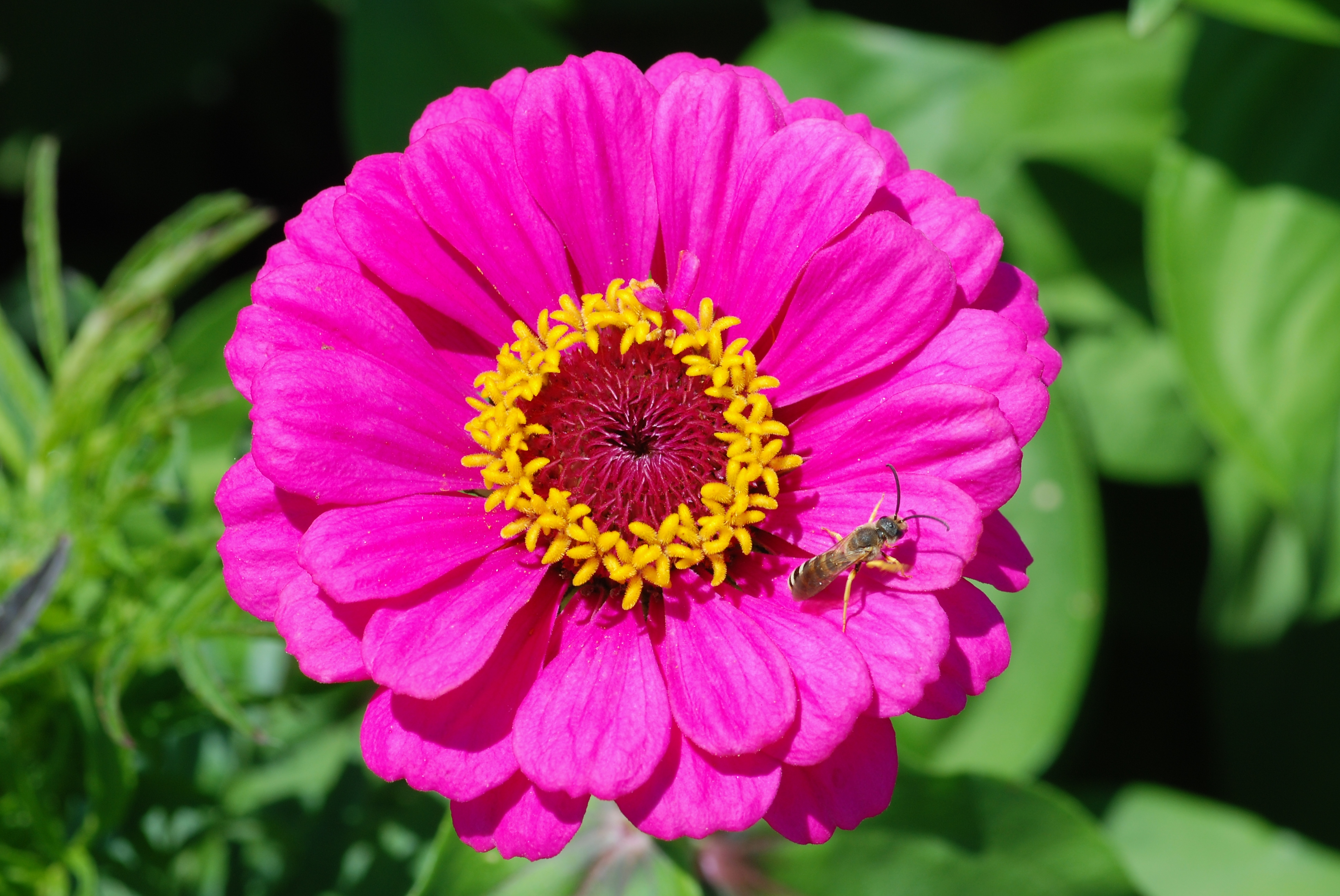
Dvouřadý „květ“
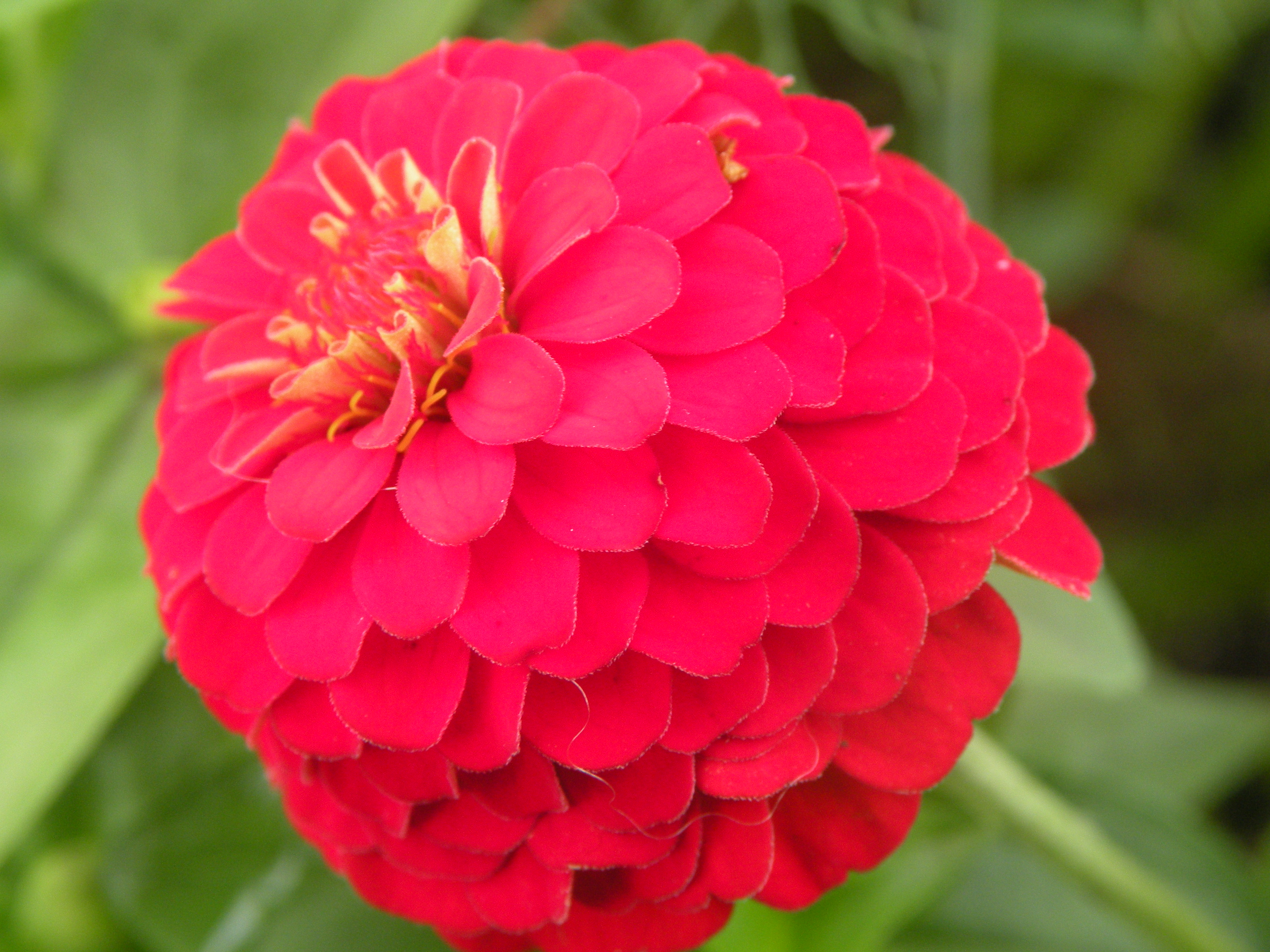
Plnokvětý „květ“